# 奥村佳恵
奥村 佳恵（おくむら かえ、1989年5月31日 - ）は、日本の女優。
大阪府出身。キューブ所属。身長168cm、血液型O型。

## 来歴・人物
6歳よりクラシックバレエを習っていたが、高校3年生の時にバレエ教師の母がたまたま新聞で見かけた募集記事をきっかけに蜷川幸雄演出の『音楽劇 ガラスの仮面』のオーディションに応募。2330名の応募者の中から蜷川によって見出され、ヒロインの一人・姫川亜弓役に抜擢されて、2008年8月に女優としてデビューを飾る。
蜷川幸雄演出の舞台3作品に続けて起用された後は、長塚圭史、ケラリーノ・サンドロヴィッチ、白井晃が演出する舞台作品に次々に出演するなどして経験を積み、2014年2月には野田秀樹作の一人芝居『障子の国のティンカーベル』で毬谷友子と並んで主演を務めた。一方で、2010年のテレビ朝日『エンゼルバンク〜転職代理人』へのレギュラー出演を皮切りに、2012年には東海テレビの昼ドラ『赤い糸の女』でヒロイン・三倉茉奈の友人役を演じるなど、テレビドラマ・映画など映像作品への出演も増えている。

## 出演

### 舞台
- 音楽劇 ガラスの仮面（2008年8月、彩の国さいたま芸術劇場 他、演出：蜷川幸雄） - 姫川亜弓 役
- 95kgと97kgのあいだ（2009年3月、にしすがも創造舎、演出：蜷川幸雄）
- 音楽劇 ガラスの仮面〜二人のヘレン〜（2010年8月、彩の国さいたま芸術劇場 他、演出：蜷川幸雄） - 姫川亜弓 役
- タンゴ-TANGO-（2010年11月、BUNKAMURAシアターコクーン 他、演出：長塚圭史） - アラ 役
- 黒い十人の女〜version100℃〜（2011年5月 - 6月、青山円形劇場、ナイロン100℃公演、演出：ケラリーノ・サンドロヴィッチ）
- 天守物語（2011年11月、新国立劇場中劇場、演出：白井晃） - 亀姫 役
- 障子の国のティンカーベル（2014年2月、東京芸術劇場シアターイースト、演出：マルチェロ・マーニ） - 主演・ティンカーベル 役
- 十九歳のジェイコブ（2014年6月、新国立劇場小劇場、演出：松本雄吉） - ケイコ/ロペ 役
- 桜の園（2015年11月、新国立劇場小劇場、演出：鵜山仁） - ワーリャ 役
- Honganji（2016年1月 - 2月、EX THEATER ROPPONGI 他、演出：ウォーリー木下） - お光 役
- マクベス（2016年6月 - 7月、東京グローブ座） - マクダフ夫人 / フリーアンス 役[3]
- テレーズとローラン（2016年9月、東京芸術劇場シアターウエスト、地人会新社公演、演出：谷賢一） - テレーズ 役
- ミュージカル わたしは真悟（2016年12月 - 2017年1月、新国立劇場中劇場 ほか、演出：フィリップ・ドゥクフレ）
- LUNGS（2021年11月、大阪・サンケイホールブリーゼ / 12月、東京グローブ座）[注 1][4]
- 燕のいる駅-ツバメノイルエキ-（2023年9月23日 - 10月8日、紀伊國屋ホール / 10月14日、松下IMPホール、演出：土田英生） - 戸村優香 役[5]
- ハリー・ポッターと呪いの子（2025年7月8日 - 2026年1月31日〈予定〉、TBS赤坂ACTシアター、演出：ジョン・ティファニー） - ハーマイオニー・グレンジャー 役[6][7]

### テレビドラマ
- エンゼルバンク〜転職代理人（2010年1月 - 3月、テレビ朝日） - 日比野糸子 役
- 仮面ライダーW 第41・42話（2010年7月4日・11日、テレビ朝日） - 城島泪 役
- CONTROL〜犯罪心理捜査〜（2011年1月 - 3月、フジテレビ） - 安斉千尋 役
- 13歳のハローワーク 第4話（2012年2月3日、テレビ朝日） - 紗英 役
- マグマ（2012年6月 - 7月、WOWOW） - 宇田川教授の助手 役
- 赤い糸の女（2012年9月 - 11月、東海テレビ） - 鹿野芹亜 役
- 押忍!!ふんどし部!（2013年4月 - 7月、テレビ神奈川） - 美咲 役
  - 押忍!!ふんどし部!シーズン2 〜南海怒濤篇〜（2014年1月 - 3月）
- 新・ミナミの帝王（関西テレビ） - 船場藍 役[8][9]
  - 第7作 新・ミナミの帝王 銀次郎、ついに逮捕!?（2014年1月5日）
  - 第8作 新・ミナミの帝王 金儲けの方法、教えます!（2014年2月8日）
  - 第9作 新・ミナミの帝王 2万5千円の約束（2015年1月4日）
  - 第10作 新・ミナミの帝王 美人詐欺師の罠（2015年1月12日）
  - 第11作 新・ミナミの帝王 奨学金とオレオレ詐欺（2016年1月17日）
  - 第12作 新・ミナミの帝王 命の値段（2017年1月9日）
  - 第13作 新・ミナミの帝王 光と影（2017年1月14日）
  - 第14作 新・ミナミの帝王 得する離婚、損する離婚（2018年1月6日）
- 東京スカーレット〜警視庁NS係（2014年7月 - 9月、TBS） - 木村芽衣 役
- 水曜ミステリー9 警視庁特捜対策室 迷宮捜査の女（2015年1月21日、テレビ東京）
- 警部補・杉山真太郎〜吉祥寺署事件ファイル 第7話（2015年2月23日、TBS） - 藤沢舞 役
- 闇の伴走者 第3話・最終話（2015年4月25日・5月9日、WOWOW） - 辰巳晶子 役[10]
- 予告犯 -THE PAIN- 第3話（2015年6月21日、WOWOW）
- かもしれない女優たち（2015年6月23日、フジテレビ） - 白石奈緒 役
- 青春探偵ハルヤ〜大人の悪を許さない!〜 第7話（2015年11月26日、読売テレビ）
- わたしをみつけて（2015年11月 - 12月、NHK） - 五十嵐奈菜 役
- 放送90年 大河ファンタジー 精霊の守り人 シーズン1（2016年3月 - 4月、NHK） - 一ノ妃 役
- トットてれび 第1話（2016年4月30日、NHK総合） - 女優の受験生 役
- 愛してたって、秘密はある。 第5話（2017年8月13日、日本テレビ）
- アンナチュラル 第4話（2018年2月2日、TBS）
- FINAL CUT 第6話（2018年1月 - ､フジテレビ） - 城山梓 役
- 行動心理捜査官・楯岡絵麻（2018年） ‐ 清水法子
- 頭に来てもアホとは戦うな!（2019年4月23日 - 6月25日、日本テレビ） - 吉井明子 役
- 着飾る恋には理由があって 第9話（2021年6月15日、TBS）
- 准教授・高槻彰良の推察 シーズン1 第3話（2021年8月21日、東海テレビ・フジテレビ） - 鬼頭実和子 役
- 9ボーダー（2024年4月19日 - 、TBS） - 八木千尋 役[11]

### 配信ドラマ
- めがだん 第2話「本屋のめがねくん」（2017年7月15日配信、GYAO!）

### テレビ
- おはなしのくに 『みにくいあひるの子』（2013年11月11日、NHK Eテレ）
- スッピン! （2014年1月25日、TBSテレビ）

### 映画
- スープ〜生まれ変わりの物語〜（2012年7月7日、東京テアトル）
- R100（2013年10月5日、ワーナー・ブラザース映画）
- 劇場版 新・ミナミの帝王 THE KING OF MINAMI（2017年1月14日、KATSU-do）
- サニー/32（2018年2月17日、日活）
- あの日のオルガン（2019年2月22日、マンシーズエンターテインメント）

### 劇場アニメ
- おおかみこどもの雨と雪（2012年7月21日、東宝）

### MV
- いきものがかり「ラブとピース!」（2015年）
- 凛として時雨「DIE meets HARD」（2017年）